# Jahja Dzsabrán
Jahja Dzsabrán (Szettát, 1991. június 18. –) marokkói válogatott labdarúgó, a Vidad Casablanca középpályása.

## Pályafutása

### Klubcsapatokban
Dzsabrán a marokkói Szettát városában született.
2013-ban mutatkozott be a Raja Beni Mellal felnőtt keretében. 2014-ben az MC Oujda, majd 2016-ban a Hassania Agadir szerződtette. 2018-ban az egyesült arab emírségekbeli Dibba Al-Fujairahhoz igazolt. 2019. január 14-én szerződést kötött a Vidad Casablanca együttesével.

### A válogatottban
2018-ban debütált a marokkói válogatottban. Először a 2018. január 21-ei, Szudán ellen 0–0-sá döntetlennel zárult mérkőzésen lépett pályára. Első válogatott gólját 2021. január 18-án, Togo ellen 1–0-ra megnyert afrikai nemzetek bajnoksága mérkőzésen szerezte meg.

## Statisztikák

### A válogatottban
| Válogatott | Év       | Pályára lépés | Gól |
| ---------- | -------- | ------------- | --- |
| Marokkó    | 2018     | 1             | 0   |
| Marokkó    | 2021     | 12            | 2   |
| Marokkó    | 2022     | 5             | 0   |
| Összesen   | Összesen | 18            | 2   |

#### Góljai a válogatottban
| # | Időpont           | Helyszín                                   | Ellenfél | Gólok | Eredmény | Kiírás                              |
| - | ----------------- | ------------------------------------------ | -------- | ----- | -------- | ----------------------------------- |
| 1 | 2021. január 18.  | Stade de la Réunification, Douala, Kamerun | Togo     | 1–0   | 1–0      | 2020-as afrikai nemzetek bajnoksága |
| 2 | 2021. december 4. | Ahmad bin Ali Stadion, Al-Rajján, Katar    | Jordánia | 1–0   | 4–0      | 2021-es arab nemzetek kupája        |